# Pasohlávky
Pasohlávky – gmina w Czechach, w powiecie Brno, w kraju południowomorawskim.
1 stycznia 2017 gminę zamieszkiwały 743 osoby, a ich średni wiek wynosił 39,8 roku.